# NGC 2295
NGC 2295 (również PGC 19607) – galaktyka spiralna (Sab), znajdująca się w gwiazdozbiorze Wielkiego Psa. Odkrył ją John Herschel 2 lutego 1835 roku.
Galaktyka ta oddziałuje grawitacyjnie z sąsiednią parą zderzających się galaktyk NGC 2292 i NGC 2293.